# Franz Gottschalk
Franz "Hellboss" Gottschalk är en dansk gitarrist och spelar i death metalbandet Illdisposed. Han har tidigare spelat i Volbeat, Dominus och Hypodermic.
I slutet av 1990-talet gick Hellboss med som basist i bandet Dominus och var med och spelade in deras sista album, "Godfellas", 2000. Ett år senare splittrades Dominus och bandets sångare Michael Poulsen bildade istället Volbeat. 2002 tog Hellboss över efter Volbeats gitarrist Teddy Vang. Efter att ha spelat in två album, The Strength / The Sound / The Songs och Rock the Rebel / Metal the Devil fick han sparken "på grund av olika personligheter och arbetsmetoder utanför scenen", enligt ett uttalande på Volbeats officiella webbplats. Hellboss gick då med i Illdisposed som ersättare för Martin Thim.

## Diskografi

### med Hypodermic
- In Between

### med Dominus
- Godfellas

### med Volbeat
- The Strength / The Sound / The Songs
- Rock the Rebel / Metal the Devil

### med Illdisposed
- The Prestige
- To Those Who Walk Behind Us